# Tony Rolt
Anthony Peter Roylance „Tony” Rolt (ur. 16 października 1918 w Bordon w Hampshire, zm. 6 lutego 2008 tamże) – brytyjski kierowca Formuły 1.
Największym sukcesem Rolta było zwycięstwo w 24-godzinnym wyścigu w Le Mans w 1953 r., startował wówczas w barwach Jaguara.